# Шиталакшья
Шиталакшья — река, протекающая на юго-востоке Бангладеш.
Длина реки — около 110 км. Максимальная глубина реки составляет 21 м при средний глубине 10 м. Среднегодовой расход воды — 74 м³/с. Ширина до 300 м (в районе Нараянганджа). Река впадает в реку Дхалешвари. В сезон муссонов уровень реки существенно увеличивается; увеличивается также скорость течения.
Приток — река Балу.